# Островки (Березинський район)
Астровкы (біл. вёска Жаліна) — село в складі Березинського району Мінської області, Білорусь. Село підпорядковане Селібській сільській раді, розташоване в східній частині області.